# Vpadna pravokotnica
Vpádna pravokótnica je premica, ki prebada mejo sredstev v točki, v kateri nanjo vpada vpadni žarek in je pravokotna na mejo sredstev. Z njo si pomagamo pri obravnavi loma in odboja svetlobe v geometrijski optiki.